# Зимовец, Серафим Никитович
Серафи́м Ники́тович (Ники́тич) Зимове́ц (1 августа 1905, Новый Егорлык, Медвеженский уезд, Ставропольская губерния — 20 марта 1980, Виноградное, Городовиковский район, Калмыцкая АССР) — советский работник сельского хозяйства, Герой Социалистического Труда (1949).

## Биография
Родился в 1905 году в селе Новый Егорлык Медвеженского уезда Ставропольской губернии, ныне Сальского района Ростовской области, в семье крестьянина-батрака.
В 1927 году принимал участие в создании коммуны. Избирался бригадиром и председателем коммуны «Путь к социализму».
В 1932 году стал председателем колхоза «Крестьянский трудовик», затем был председателем сельхозартели «Революционный путь».
Участник Великой Отечественной войны с самого её начала, сражался в составе 258-го гвардейского кавалерийского полка 12-й гвардейской кавалерийской дивизии 4-го гвардейского Казачьего кавалерийского корпуса, в 1942 году был ранен и комиссован.
Вернулся в Сальск и был назначен председателем колхоза и сельского совета сельхозартели им. Сталина (позже — колхоз им. Сталина). Затем был председателем колхоза им. Чапаева.
Занимался общественной деятельностью, был депутатом Совета Союза Верховного Совета СССР 3-го созыва и депутатом городского Совета.
В ГА РФ имеются документы, относящиеся к Зимовцу.

## Награды
- В 1946 и 1947 годах награждён орденом Ленина.
- 27 июля 1949 года Указом Президиума Верховного Совета СССР удостоен звания Героя Социалистического Труда с вручением ордена Ленина и золотой медали «Серп и Молот».
- Награждён медалями «За отвагу» и «За победу над Германией» и другими.